# Monocasi

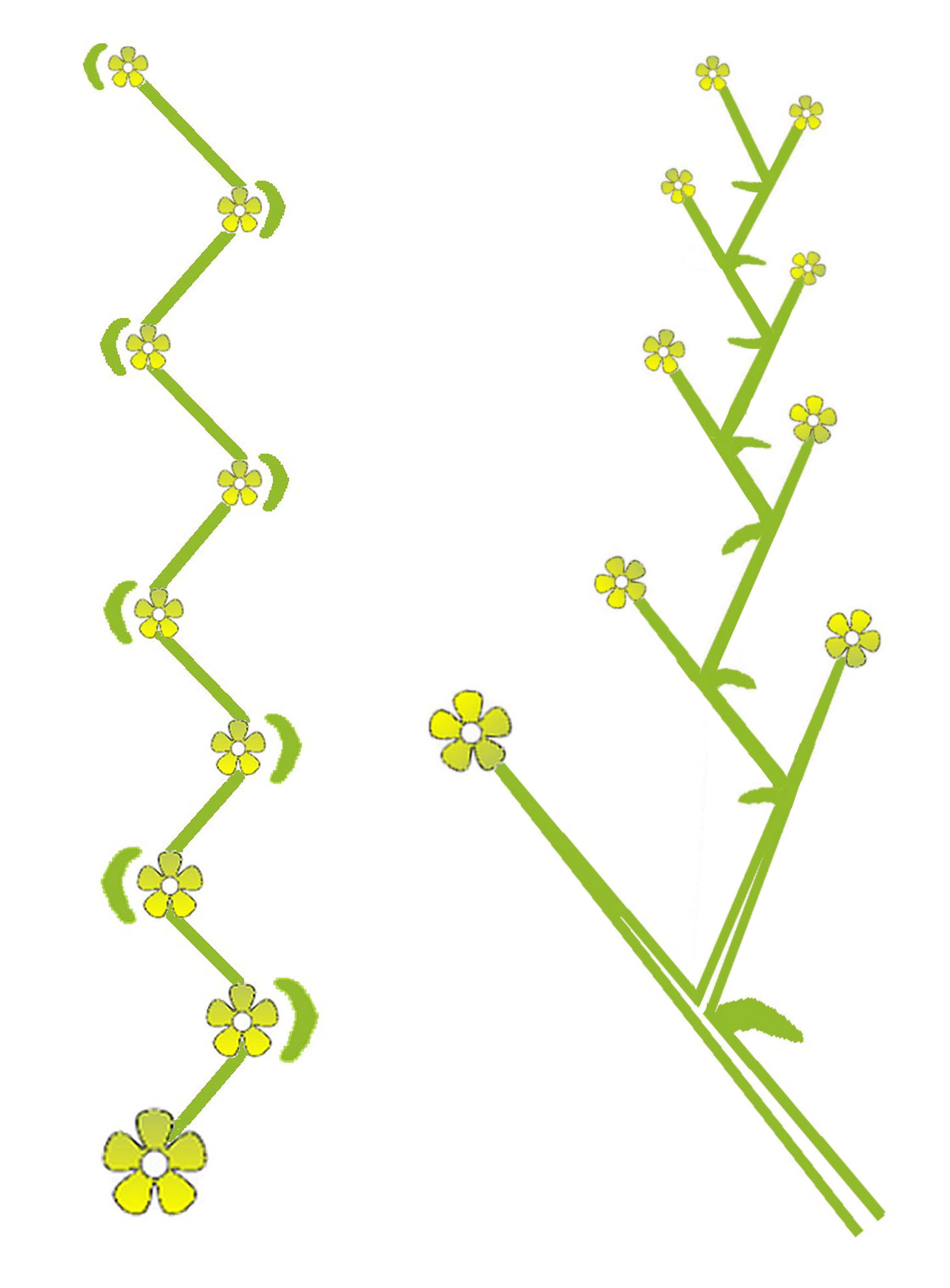
Monocasi helicoide

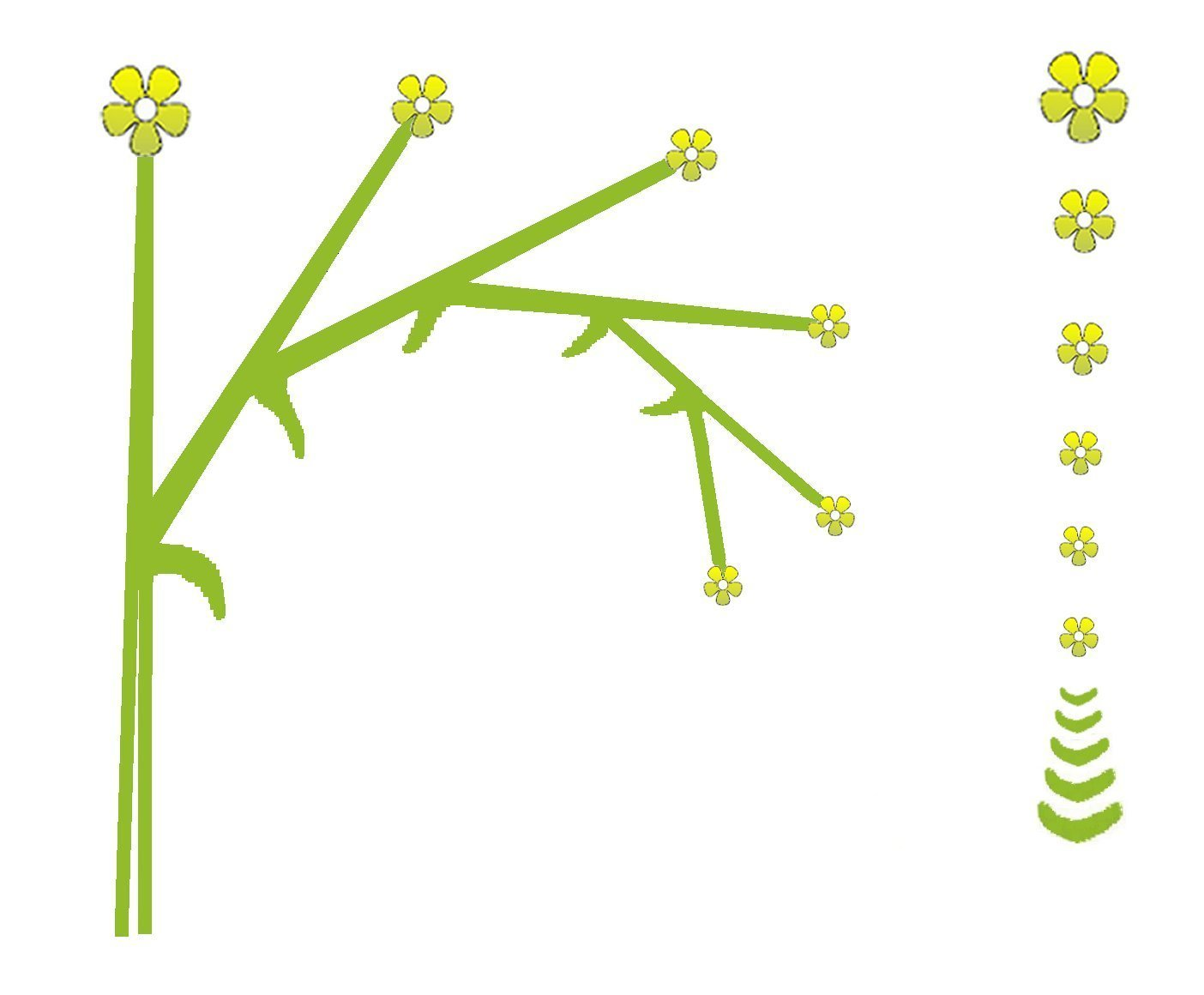
Monocasi escorpioide

Un monocasi o cima unípara és un tipus d'inflorescència cimosa que es caracteritza pel fet que l'eix principal no produeix més que una sola ramificació secundària i així successivament. D'aquesta manera, una sola branca floral reprèn el creixement quan l'eix precedent produeix una flor i atura el seu propi creixement.
Segons l'orientació de les ramificacions s'obtenen dos tipus de monocasi:

## Monocasi helicoide
Les ramificacions es produeixen alternativament d'un costat i de l'altre de l'eix, donant a la inflorescència una forma helicoidal; tanmateix sovint els eixos són redreçats i, en conjunt, simulen un raïm. La diferència amb el raïm es troba en què les flors es disposen al costat oposat d'una bràctea que és en realitat la de la flor superior, mentre que en un raïm, les flors són sempre a l'aixella d'una bràctea. En són típics el bòstrix i el flabel o ripidi.

## Monocasi escorpioide
La inflorescència es doblega en forma de cua d'escorpí, atès el fet que les ramificacions successives es produeixen totes del mateix costat de l'eix i totes les bràctees florals es troben dins de la corba amb les flors a la part exterior. El monocasi escorpioide es troba en nombroses espècies de la família boraginàcies i en són típics el cincí i el drepani.